# Soconusco
Le Soconusco (toponyme dérivé du nahuatl Xoconochco, signifiant « lieu du fruit des opuntias aigres ») est une région côtière du sud-ouest de l'État mexicain du Chiapas. Avant que le Mexique ne prenne son indépendance vis-à-vis de l'empire espagnol, cette région se prolongeait à l'ouest du Guatemala et faisait partie de la capitainerie générale du Guatemala.